# 江西长叶鹿蹄草
江西长叶鹿蹄草（学名：Pyrola elegantula var. jiangxiensis）为鹿蹄草科鹿蹄草属下的一个变种。

## 扩展阅读
- 維基物種上的相關：江西长叶鹿蹄草